# Telmatoscopus gressicus
Telmatoscopus gressicus és una espècie d'insecte dípter pertanyent a la família dels psicòdids que es troba a Europa: Alemanya (com ara, Baviera), el territori de l'antiga Txecoslovàquia i França.